# Chek-ro
Chek-ro är ett abstrakt strategispel med fullständig information som spelas på ett bräde med 14 x 14 cirklar, med liknande lay-out som fia med knuff.
I grundutförandet spelas spelet mellan två spelare som förfogar över brickor med var sin färg. Den ene spelaren startar spelet med att lägga en bricka på någon av de fyra centrala cirklarna på brädet.
Spelarna turas sedan om att lägga ut brickor på valfria cirklar på brädet. 
Målet är att placera fem eller fler stenar i en sammanhängande rad vertikalt, horisontellt eller diagonalt eller att fånga minst tio av motståndarens stenar.
Om en spelare omringar ett sammanhängande par av motståndarens pjäser fångas dessa stenar omedelbart och placeras i kanten av brädet, närmast den som fångat dem, i en rad av cirklar rubricerade "Captured opponents". 
Spelet kan också spelas i två lag om vardera två spelare. Spelare i samma lag förfogar över brickor i samma färg och spelet fortlöper som ovan. Spelarna äger inte rätt att överlägga eller instruera varandra.

## Historik
Chek-ro är en förenklad variant av det japanska brädspelet ninuki-renju. Det tillverkades från 1957 av speltillverkaren Standard Toykraft, som fortsatte att producera olika brädspel in på 1960-talet. 
Efter att företaget Standard Toykraft upphört lanserade Gary Gabrel det snarlika spelet pente 1978.